# Эльдем, Седат Хаккы
Седат Хаккы Эльдем (тур. Sedad Hakkı Eldem; 18 августа 1908, Стамбул — 7 сентября 1988, Стамбул) — турецкий архитектор и теоретик архитектуры. Считается одним из ведущих архитекторов Турции XX века.

## Биография

### Ранние годы
Седат Хаккы Эльдем родился 20 декабря 1908 году в Стамбуле.
Окончил академию изящных искусств в Стамбуле. В 1931-32 годах учился в Европе. После возвращения в Турцию до 1978 года преподавал в академии изящных искусств.
Спроектировал отель Хилтон в Стамбуле.
Лауреат премии Ага-хана в области архитектуры.
Умер 7 сентября 1988 года в Стамбуле.